# بار جيورا
بار جيورا (بالعبرية: בַּר גִּיּוֹרָא) هو موشاف في جبال يهودا في إسرائيل يقع بين بيت شيمش والقدس يخضع لسلطة مجلس مقر يهودا الإقليمي. في عام 2019 كان عدد سكانه 674 نسمة.

## التاريخ
تأسست القرية في البداية على يد حركة حيروت في 18 أكتوبر 1950 من قبل مهاجرين من اليمن، وسميت في البداية ألار بيت، وأطلق عليها فيما بعد رمات شمعون. أقيمت على أرض تابعة لقرية علار الفلسطينية، والتي أصبحت مهجورة خلال حرب 1948 حيث تقع شمال شرق موقع قرية علار.
كانت القرية تسمى أيضًا إيتانيم، إلى أن استقر السكان في النهاية على اسم بار جيورا ، تيمنًا باسم سيمون بار جيورا . هجر المهاجرون اليمنيون الذين لم يكونوا راضين عن الأوضاع قريتهم الجديدة بعد فترة قصيرة بين 2-3 سنوات، وفي عام 1954 أعيد توطين القرية من قبل مهاجرين من المغرب.[بحاجة لمصدر]

## عوامل الجذب
القرية هي موطن لمصانع نبيذ سي هورس "Sea Horse" وبار جيورا "Bar Giora".

## وصلات خارجية
- نبيذ سي هورس ، بار جيورا